# Cornale
Cornale (lombardisch: Curnà) ist eine Fraktion und Gemeindesitz der italienischen Gemeinde (comune) Cornale e Bastida in der Provinz Pavia, Region Lombardei.

## Geografie

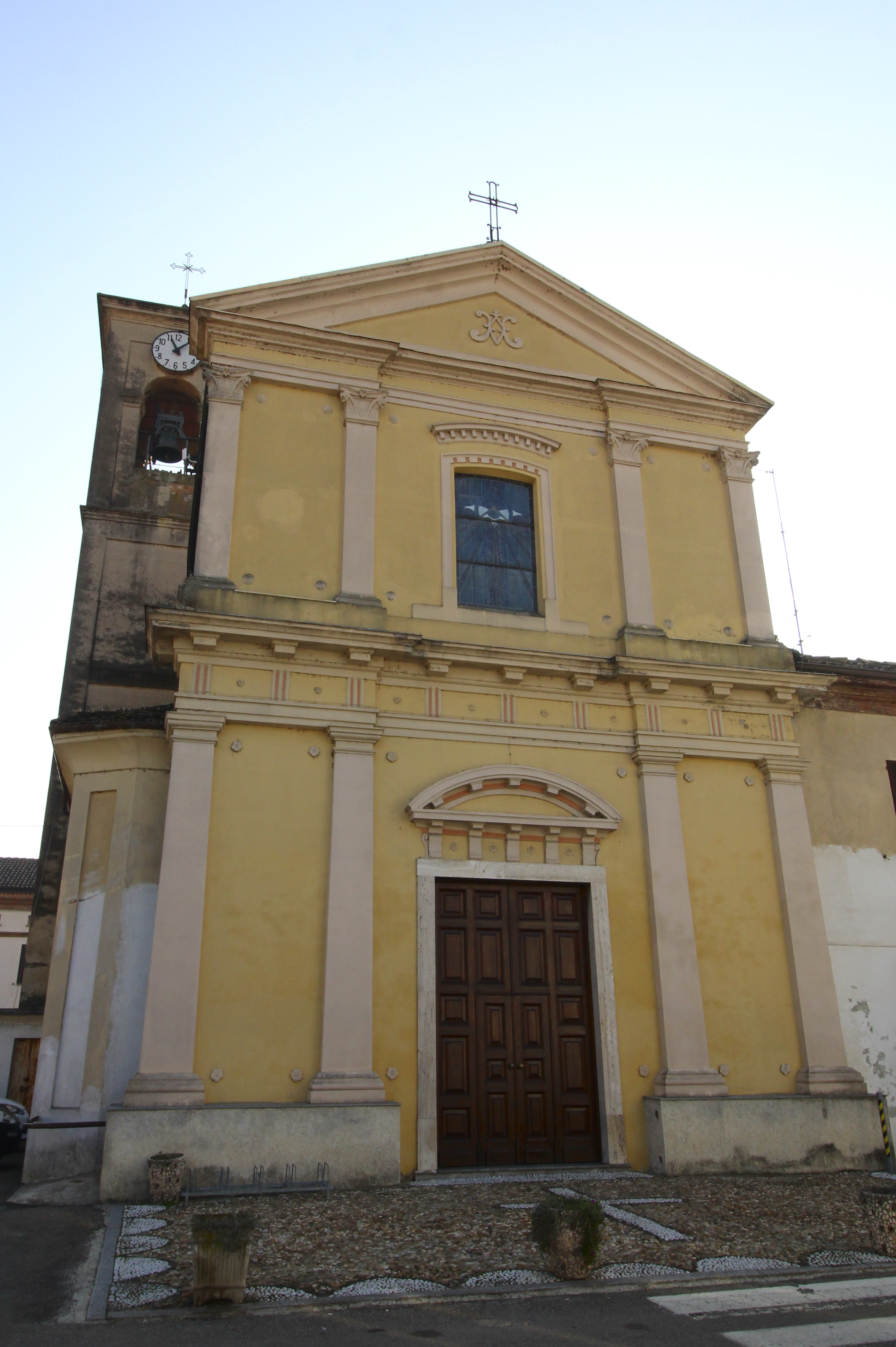
Die Kirche Natività di Maria Vergine im Ortskern von Cornale

Cornale liegt etwa 24,5 Kilometer südwestlich von Pavia am Fluss Scrivia und dessen Zusammenfluss mit dem Po und grenzt unmittelbar an die Provinz Alessandria (Piemont). Der Ort liegt in der klimatischen Einordnung italienischer Gemeinden in der Zone E 2 619 GG.

## Geschichte
Cornale war bis Januar 2014 eine eigenständige Gemeinde und schloss sich am 4. Februar 2014 mit der Nachbargemeinde Bastida de’ Dossi zur neuen Gemeinde Cornale e Bastida zusammen.
Nachbargemeinden waren Bastida de’ Dossi, Casei Gerola, Isola Sant’Antonio (Provinz Alessandria) und Mezzana Bigli.